# Puerto Parrsboro
Puerto Parrsboro es un puerto canadiense ubicado en el condado de Cumberland, Nueva Escocia.
Situado en la costa norte de la cuenca de Minas en su límite occidental, el puerto se alimenta de varias fuentes de agua dulce:
- Río Farrell (a través del Parrsboro Aboiteau)
- Mill Creek
- Whitehall Creek

El puerto es completamente de marea, vaciando con marea baja. Está marcado por un faro en el lado oeste de la entrada del puerto.
La ciudad de Parrsboro se encuentra a orillas del puerto y cuenta con variados servicios, destacando un museo geológico, además del centro de investigación de energía oceánica.
En los últimos años además se ha propuesto darle un impulso turístico con énfasis en el deporte por lo que se es sede de una fecha del Atlantic Canada Road..
El puerto se convirtió en un puerto de registro en 1850. En sus años pico de la década de 1890, más de 1646 barcos llegaron y partieron anualmente. Hoy en día es utilizado regularmente por embarcaciones pesqueras, algunas embarcaciones de recreo y visitas ocasionales por cargueros costeros.